# Озёрное Устье
Озерное Устье — деревня в Вытегорском районе Вологодской области.
Входит в состав Казаковского сельского поселения, с точки зрения административно-территориального деления — в Казаковский сельсовет.
Расстояние по автодороге до районного центра Вытегры — 18 км, до центра муниципального образования деревни Палтога — 3 км.
По данным переписи в 2002 году постоянного населения не было.